# MRPS6
MRPS6‏ (Mitochondrial ribosomal protein S6) هوَ بروتين يُشَفر بواسطة جين MRPS6 في الإنسان.